# Cerkiew Kazańskiej Ikony Matki Bożej w Narvie-Jõesuu
Cerkiew Kazańskiej Ikony Matki Bożej – prawosławna cerkiew w Narvie-Jõesuu, w jurysdykcji eparchii narewskiej Estońskiego Kościoła Prawosławnego Patriarchatu Moskiewskiego. 

## Historia
Drewniana cerkiew Kazańskiej Ikony Matki Bożej została zbudowana w ciągu jednego roku, w 1867 r., i wtedy też wyświęcona. Pierwotnie znajdowała się we wsi Meriküla. Świątynia była jedynym obiektem, jaki ocalał po spaleniu wsi podczas niemiecko-radzieckich bitew nad Narwą w 1944 r.. Z kolei parafialna cerkiew św. Włodzimierza w Narvie-Jõesuu, zbudowana w 1893 r., została wysadzona w powietrze przez wycofujących się Niemców. Stąd w 1946 r. pojawił się pomysł przeniesienia drewnianej świątyni do tejże miejscowości.
Biskup talliński Paweł zaaprobował taką koncepcję, jednak miejscowe władze nakazały parafianom umieścić ją w innym miejscu, niż znajdowała się zniszczona starsza świątynia. Zamiast na brzegu Narwy, budowlę umieszczono przy nowo wytyczonym rynku. Podczas przenoszenia w 1947 r. zniszczeniu uległa wieża cerkwi z kopułą oraz część drewnianych karniszy. Świątynia została ponownie konsekrowana 28 sierpnia 1948 r. przez biskupa tallińskiego Izydora, który nadał jej wezwanie św. Włodzimierza, zgodne z wezwaniem parafii w Narvie-Jõesuu. W 2013 r. cerkwi przywrócono wezwanie Kazańskiej Ikony Matki Bożej. Rok wcześniej w miejscowości, w dawnym budynku stacji meteorologicznej, otwarto drugą świątynię, której patronem został św. Włodzimierz.
W 2021 r. cerkiew uległa znacznym uszkodzeniom wskutek dwukrotnego podpalenia.